# Province Kitajske
Province (kitajsko: 省; pinjin: Shěng) so najštevilčnejša vrsta delitve na ravni provinc v Ljudski republiki Kitajski (LRK). Trenutno obstaja 22 provinc, ki jih upravlja LRK, in ena provinca, ki si jo lasti, vendar je ne upravlja in sicer Tajvan, ki ga trenutno upravlja Republika Kitajska (RK).
Lokalne vlade kitajskih provinc sestavljajo pokrajinska ljudska vlada, ki jo vodi guverner, ki deluje kot izvršilna oblast, pokrajinski ljudski kongres z zakonodajnimi pooblastili in vzporedna pokrajinska veja Kitajske komunistične partije (KPK), ki izvoli sekretarja stranke in pokrajinski stalni odbor.

## Vlada
Province so najpogostejša oblika vlade na ravni provinc. Zakonodajni organi provinc so provincialni ljudski kongresi. Izvršilna veja oblasti je provincialna ljudska vlada, ki jo vodi guverner. Ljudska vlada je odgovorna tako državnemu svetu kot provincialnemu ljudskemu kongresu. Provinčna veja KPK ima provincialni partijski kongres vsakih pet let in izvoli stalni odbor, ki izvaja njena pooblastila, ko ni na seji. Pokrajinski partijski sekretar je dejansko najpomembnejši položaj v provinci.

## Zgodovina
Prve province so bile ustanovljene v dinastiji Juan in so od takrat ostale ena najstabilnejših oblik kitajske vlade. Ustanovljene so bile, da bi pomagale cesarskemu dvoru upravljati lokalne okrožne vlade, ki so bile preštevilne in preveč razpršene, da bi jih lahko neposredno upravljali. Število provinc je v naslednjih dinastijah vztrajno naraščalo in do Republike Kitajske doseglo 28. V času vojskovodij so province postale v veliki meri ali popolnoma avtonomne in so imele pomemben nacionalni vpliv. Enote na ravni provinc so se množile in v zgodnji Ljudski republiki jih je bilo več kot 50.
Politične meje so delno vzpostavljene za uravnoteženje vpliva gospodarskih dejavnikov. Delta Jangce je na primer razdeljena med province Džedžjang, Džjangsu in Anhui. Ta delitev zagotavlja porazdelitev gospodarske moči in preprečuje, da bi katera koli regija potencialno prevladala nad državo.

## List of provinces
| GB/T 2260-2007 | ISO   | Provinca      | kitajščina Hanju Pinjin     | Glavno mesto | Največje mesto  | Št. preb. (2020) | Gostota (na km2) | Površina (km2) | Okrajšava          |
| -------------- | ----- | ------------- | --------------------------- | ------------ | --------------- | ---------------- | ---------------- | -------------- | ------------------ |
| HE             | CN-HE | Hebej         | 河北省 Héběi Shěng          | Šidžjadžuang | Šidžjadžuang    | 74.610.235       | 393,08           | 189.809        | 冀 Jì              |
| SX             | CN-SX | Šanši         | 山西省 Shānxī Shěng         | Taijuan      | Taijuan         | 34.915.616       | 222,80           | 156.713        | 晋 Jìn             |
| LN             | CN-LN | Liaoning      | 辽宁省 Liáoníng Shěng       | Šenjang      | Šenjang         | 42.591.407       | 289,59           | 147.076        | 辽 Liáo            |
| JL             | CN-JL | Džilin        | 吉林省 Jílín Shěng          | Čangčun      | Čangčun         | 24.073.453       | 126,51           | 190.282        | 吉 Jí              |
| HL             | CN-HL | Heilongdžjang | 黑龙江省 Hēilóngjiāng Shěng | Harbin       | Harbin          | 31.850.088       | 67,37            | 472.766        | 黑 Hēi             |
| JS             | CN-JS | Džjangsu      | 江苏省 Jiāngsū Shěng        | Nanking      | Sudžou          | 84.748.016       | 847,91           | 99.949         | 苏 Sū              |
| ZJ             | CN-ZJ | Džedžjang     | 浙江省 Zhèjiāng Shěng       | Hangdžov     | Hangdžov        | 64.567.588       | 615,67           | 104.873        | 浙 Zhè             |
| AH             | CN-AH | Anhui         | 安徽省 Ānhuī Shěng          | Hefei        | Hefei           | 61.027.171       | 436,29           | 139.879        | 皖 Wǎn             |
| FJ             | CN-FJ | Fudžjan       | 福建省 Fújiàn Shěng         | Fudžov       | Čuandžov        | 41.540.086       | 335,66           | 123.756        | 闽 Mǐn             |
| JX             | CN-JX | Džjangši      | 江西省 Jiāngxī Shěng        | Nančang      | Gandžov         | 45.188.635       | 270,69           | 166.939        | 赣 Gàn             |
| SD             | CN-SD | Šandong       | 山东省 Shāndōng Shěng       | Džinan       | Linji           | 101.527.453      | 643,78           | 157.704        | 鲁 Lǔ              |
| HA             | CN-HA | Henan         | 河南省 Hénán Shěng          | Džengdžou    | Džengdžou       | 99.365.519       | 600,52           | 165.467        | 豫 Yù              |
| HB             | CN-HB | Hubei         | 湖北省 Húběi Shěng          | Vuhan        | Vuhan           | 57.752.557       | 310,87           | 185.776        | 鄂 È               |
| HN             | CN-HN | Hunan         | 湖南省 Húnán Shěng          | Čangša       | Čangša          | 66.444.864       | 313,65           | 211.842        | 湘 Xiāng           |
| GD             | CN-GD | Guangdong     | 广东省 Guǎngdōng Shěng      | Guangdžou    | Guangdžou       | 126.012.510      | 700,02           | 180.013        | 粤 Yuè             |
| HI             | CN-HI | Hainan        | 海南省 Hǎinán Shěng         | Haikou       | Haikou          | 10.081.232       | 294,27           | 34.259         | 琼 Qióng           |
| SC             | CN-SC | Sečuan        | 四川省 Sìchuān Shěng        | Čengdu       | Čengdu          | 83.674.866       | 174,93           | 484.056        | 川(蜀) Chuān (Shǔ) |
| GZ             | CN-GZ | Guidžov       | 贵州省 Guìzhōu Shěng        | Guijang      | Zunji           | 38.562.148       | 218,93           | 176.140        | 贵(黔) Guì (Qián)  |
| YN             | CN-YN | Junan         | 云南省 Yúnnán Shěng         | Kunming      | Kunming         | 47.209.277       | 123,20           | 383.195        | 云(滇) Yún (Diān)  |
| SN             | CN-SN | Šaanši        | 陕西省 Shǎnxī Shěng         | Šjan         | Šjan            | 39.528.999       | 192,24           | 205.624        | 陕(秦) Shǎn (Qín)  |
| GS             | CN-GS | Gansu         | 甘肃省 Gānsù Shěng          | Landžou      | Landžou         | 25.019.831       | 54,70            | 457.382        | 甘(陇) Gān (Lǒng)  |
| QH             | CN-QH | Činghaj       | 青海省 Qīnghǎi Shěng        | Šining       | Šining          | 5.923.957        | 8,58             | 720.000        | 青 Qīng            |
| TW             | CN-TW | Tajvan        | 台湾省 Táiwān Shěng         | Taipei       | New Taipei City | 23.162.123       | 650,97           | 36.161         | 台(臺) Tái         |

1. ↑  Abbreviation in the parentheses is informal
2. ↑  Večino Fujiana upravlja Ljudska republika Kitajska, vendar Republika Kitajska upravlja okrožje Kinmen in otoke Matsu (otoki Matsu) kot del lastne province Fujian
3. ↑  Večino Guangdonga upravlja Ljudska republika Kitajska, vendar Republika Kitajska upravlja otok Pratas kot del posebne občine Kaohsiung
4. ↑  Večino Hainana upravlja Ljudska republika Kitajska, medtem ko Republika Kitajska upravlja otok Taiping kot del posebne občine mesta Kaohsiung
5. ↑  Has separate ISO 3166-2 code: TW
6. ↑  The People's Republic of China considers Taiwan to be its 23rd province, but Taiwan is currently ruled by the Republic of China. For more information, see the political status of Taiwan